# Gunungiella britomartis
Gunungiella britomartis är en nattsländeart som beskrevs av Malicky 1998. Gunungiella britomartis ingår i släktet Gunungiella och familjen stengömmenattsländor. Inga underarter finns listade i Catalogue of Life.